# طبقه جدید: تحلیلی از نظام کمونیستی
طبقه جدید: تحلیلی از نظام کمونیستی (به انگلیسی: The New Class: An Analysis of the Communist System) کتاب یا نظریه سیاسی است در مورد مفهوم طبقه جدید اثر شخصیت و روشنفکر کمونیست یوگسلاوی، میلوان جیلاس.
جیلاس فاش کرد: «مقامات حزب - دولت طبقه‌ای تشکیل داده‌اند که اموال ملی شده را تصاحب و استفاده می‌کنند و لذت می‌برند.»
ساختار کتاب چنین است:
- شرح احوال و زندگی نگارنده کتاب
- پیشگفتار مترجم
- پیشگفتار نگارنده
- بخش یکم: ریشه‌های تاریخی کمونیسم
- بخش دوم: ویژگی‌های انقلاب کمونیستی
- بخش سوم: طبقه جدید
- بخش چهارم: دولت حزبی
- بخش پنجم: دگماتیسم در اقتصاد
- بخش ششم: اسارت روح
- بخش هفتم: هدف و وسیله
- بخش هشتم: ماهیت کمونیسم
- بخش نهم: کمونیسم ملّی
- بخش دهم: دنیای کنونی
- واژه‌نامه

«کمونیسم معاصر دارای ریشه‌ای بسیار قدیمی است. ولی تا دوران پیشرفت صنعت در اروپای باختری، کمونیسم حالتی جنینی داشت. اندیشه‌های اصلی کمونیسم بر تقدم ماده و واقعیت اصل تغییر و دگرگونی مبتنی است. این اندیشه‌ها از اندیشمندانی که پیش از پیدایی کمونیسم می‌زیسته‌اند، به عاریت گرفته شده‌است. هر اندازه که کمونیسم رشد یافت و نیرو گرفت، این اندیشه‌های اصلی اهمیت خود را از دست دادند. این خود نکته‌ای است قابل درک. زیرا کمونیسم پس از نیرو گرفتن همواره تلاش می‌کند تا جهان را بر مبنای اندیشه‌های کمونیستی تغییر دهد و خود کمتر خواستار تغییر یافتن است.»
«در اتحاد شوروی و نیز در دیگر کشورهای کمونیستی... دمکراسی قوام و استحکام نیافت... سطح زندگی ارتقاء سریع نیافت... و حتی در کشورهای اروپای شرقی سطح زندگی تنزل یافت... تفاوت میان شهر و روستا و تفاوت مزد میان کار فکری و بدنی به تدریج از میان نرفت و حتی فزونی گرفت...
بزرگترین گمان و پندار در این پیش‌داوری نهفته بود که گویا انهدام مالکیت سرمایه‌داری و کار صنعتی کردن و جمعی کردن مالکیت در اتحاد شوروی موجب پدید آمدن جامعه بدون طبقه خواهد شد... 
با این که طبقه سرمایه‌دار و دیگر طبقات کهن اجتماع منهدم شدند ولی به جای آن طبقه جدیدی به وجود آمد که تاریخ مانند آن را هرگز ندیده است... برای بشریت سعادت و آزادی به ارمغان نیاورد... چون طبقه جدید هرگز به این نکته نیندیشید که در واقع خود به مانعی در راه انجام همان آرمان‌های خویش بدل شده است. این طبقه بلادرنگ پس از در دست گرفتن قدرت چنان حکومت مطلقه‌ای را بنا نهاد که مطلقیت آن از دیگر طبقات اجتماعی در طول تاریخ شدیدتر بود.»